# Syagrus coronata
Il licuri (Syagrus coronata (Mart.) Becc.) è una palma endemica della caatinga brasiliana.
Licuri è il nome comune più frequentemente utilizzato, ma altri nomi come aricurí, coqueiro cabeçudo, coqueiro dicorí, licurizeiro, nicurí, ouricurí e urucuríi vengono anche utilizzati occasionalmente.

## Descrizione
Di portamento imponente, può raggiungere fino a 12 m di altezza, con foglie di grandi dimensioni tra 2 e 3 metri di lunghezza. I fiori sono piccoli, gialli e riuniti in infiorescenze a grappolo; fioriscono principalmente da maggio ad agosto.
La drupa matura ha una polpa gialla, appiccicosa e dolce. I semi, una volta secchi, sono di colore scuro e ricchi di olio. Un grappolo di frutta ha in media 1357 unità: ogni frutto ha una lunghezza di 2 cm e un diametro medio di 1,4 centimetri.

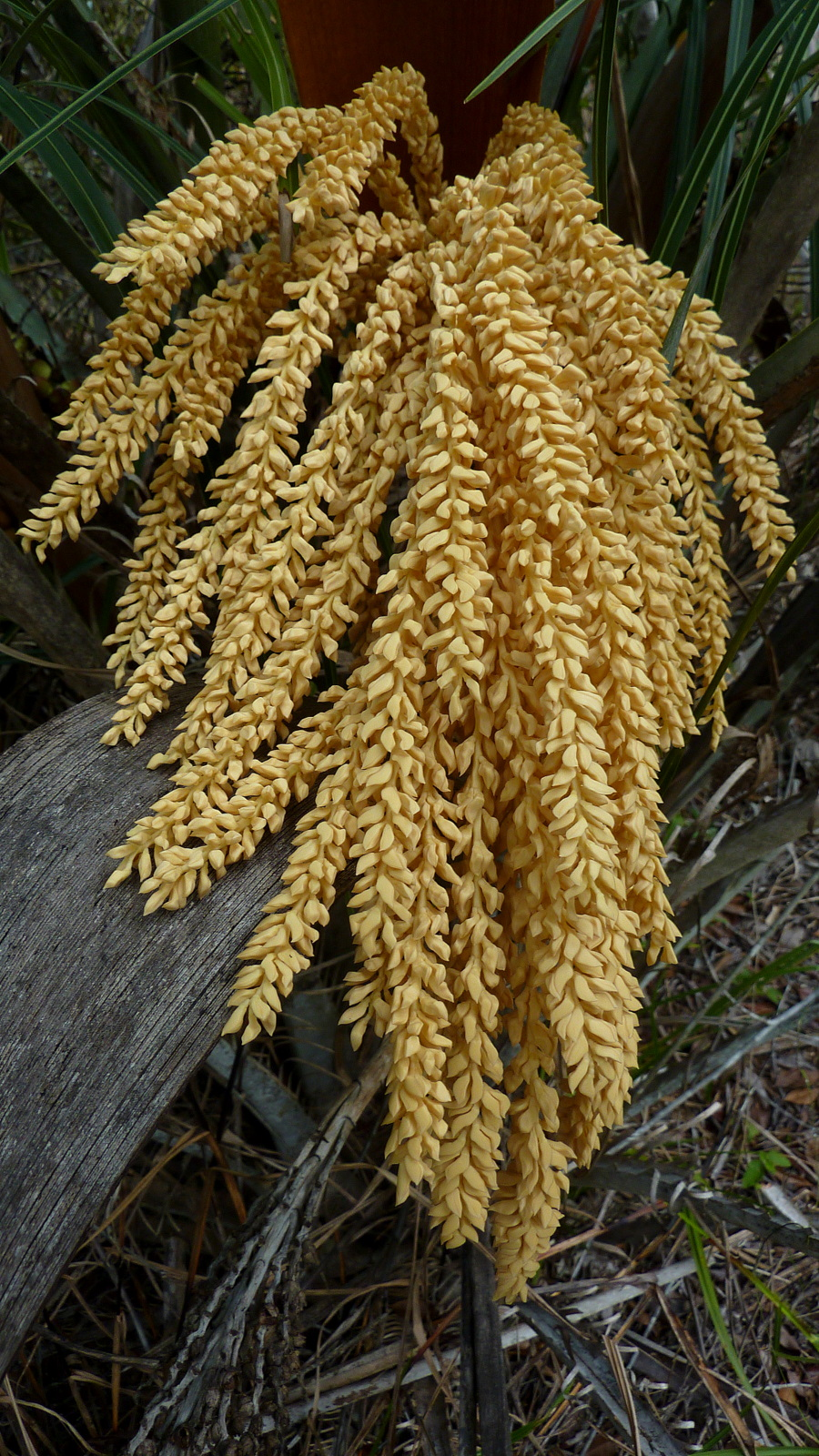
Infiorescenza
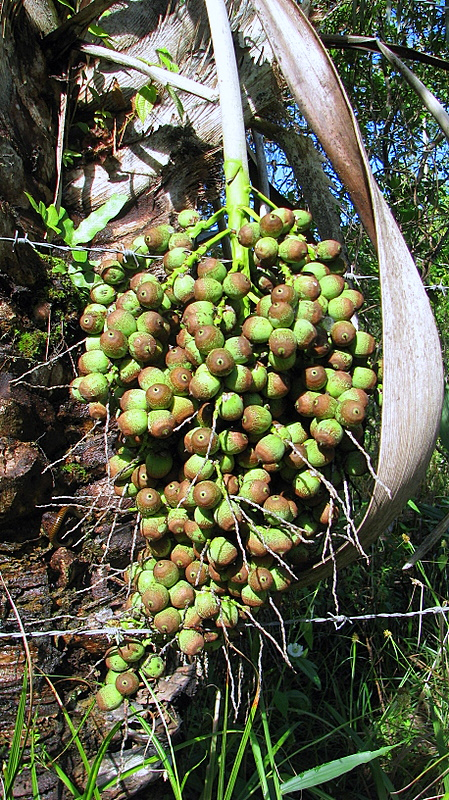
Grappolo di frutti
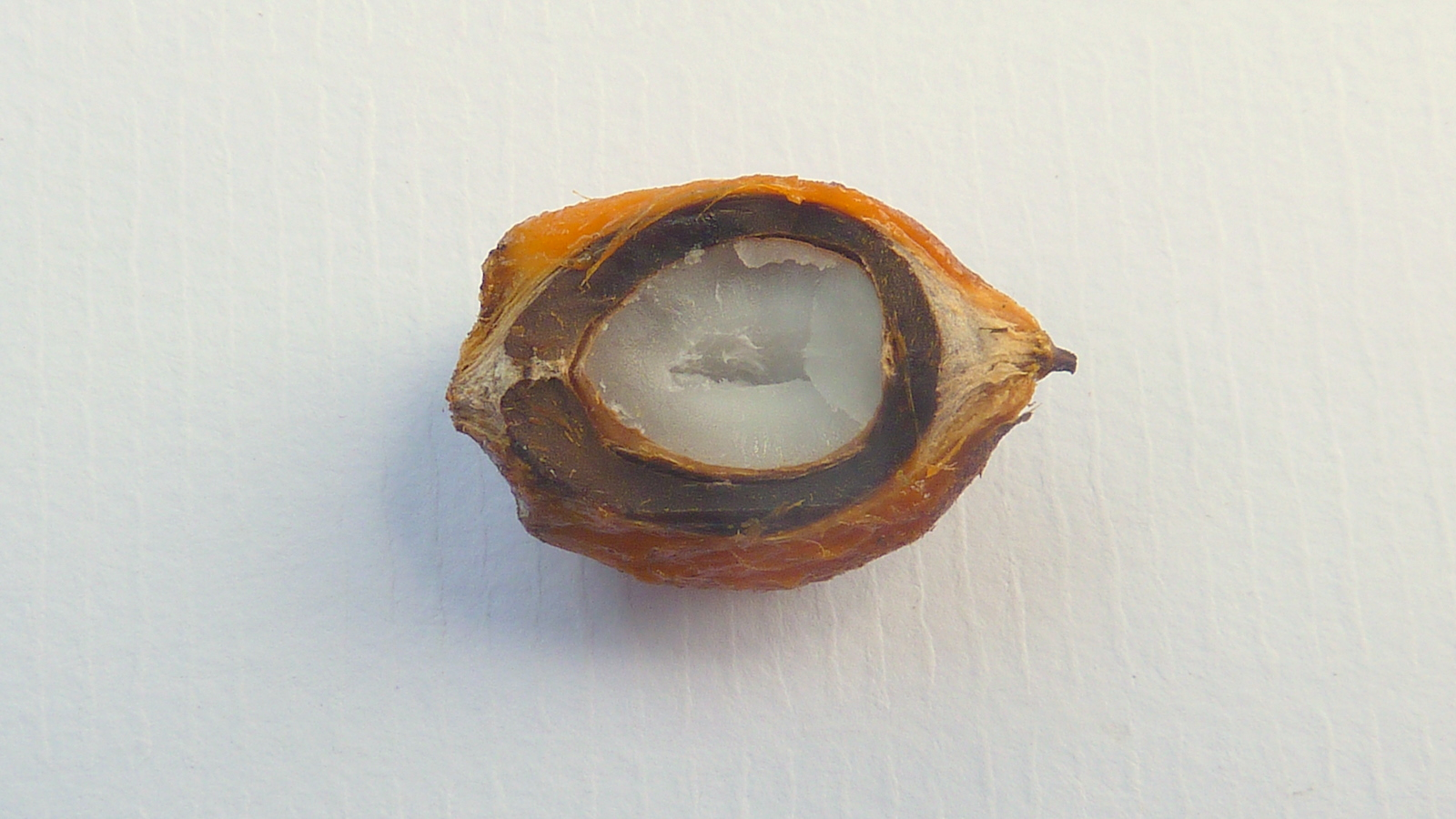
Drupa

## Ecologia
I licuri sono la principale fonte di cibo per l'ara giacinto (Anodorhynchus hyacinthinus).

## Distribuzione e habitat
La specie ha un areale che copre la parte orientale del Brasile, dalla parte meridionale dello stato di Pernambuco, allo stato di Bahia, a sud sino al fiume Jequitinhonha nello stato di Minas Gerais, coprendo anche gli stati di Sergipe e Alagoas.. Le maggiori concentrazioni di licuri si trovano nello stato di Bahia in particolare i comuni di Itiúba, Maracás, Milagres, Monte Santo, Santa Teresinha e Senhor do Bonfim.

## Usi
Per una gran parte della popolazione locale, il licurì è un'importante risorsa economica: è particolarmente noto per i suoi frutti e il loro endosperma è ricco in olio. Le fibre delle foglie sono la materia prima per la fabbricazione di cappelli (prodotti principalmente ad Itatim) ed altri oggetti simili. È anche fonte di prodotti per la cera e le industrie di sapone.

### Usi alimentari
Nel Trattato descrittivo del Brasile nel 1587, Gabriel Soares de Sousa, è il primo a commentare l'utilità del Syagrus coronata come fonte di cibo.
Si consuma acerbo o maturo, fresco o tostato. Il frutto è servito con il pesce o con il pollo, mentre il latte è usato nella preparazione del riso. La noce (cocco) è uno degli ingredienti tipici che rientra nei diversi piatti della cucina bahiana: il licuri tostato o caramellato, la granola, la cocada, i biscotti, la paçoca, l'olio, il latte di cocco, etc...
Per tutelare la coltivazione, la raccolta e la lavorazione della palma licuri secondo i metodi tradizionali è stato costituito un presidio, e nell'ambito di questo progetto Slow food in collaborazione con la Coopes (cooperativa di produzione del Piemonte da Diamantina), nata in 2005, intendono promuovere il prodotto sul mercato locale e nazionale.